# Терезинфелд
Терезинфелд (на немски: Theresienfeld) е град в източна Австрия, част от провинция Долна Австрия. Населението му е около 3 200 души (2016).
Разположен е на 282 метра надморска височина в Среднодунавската низина, непосредствено на север от Винер Нойщат и на 42 километра южно от центъра на Виена. Селището е основано през 1763 година от императрица Мария Терезия, чието име носи.